# آرواره‌ها ۲
آرواره‌ها ۲ (به انگلیسی: Jaws 2) فیلمی آمریکایی در سبک ترسناک و مهیج به کارگردانی جین‌نات وارک محصول سال ۱۹۷۸ است. این فیلم نخستین دنباله آرواره‌ها (۱۹۷۵) به کارگردانی استیون اسپیلبرگ است.

## داستان فیلم
رئیس پلیس برودی باید از شهروندان Amity پس از اینکه دومین کوسه هیولا شروع به وحشت در آب می کند محافظت کند.